# 热马洛什
热马洛什（法語：Jeu-Maloches，法語發音：[ʒø malɔʃ]）是法国安德尔省的一个市镇，位于该省北部偏西，属于沙托鲁区。

## 地理
热马洛什（47°2'14"N, 1°27'29"E）面积12.73 平方千米，位于法国中央-卢瓦尔河谷大区安德尔省，该省份为法国中部省份，北起卢瓦-谢尔省，西北接安德尔-卢瓦尔省，西南接维埃纳省，南至克勒兹省和上维埃纳省，东临谢尔省。
与热马洛什接壤的市镇（或旧市镇、城区）包括：埃克耶、热埃、厄涅、吕赛勒马勒、纳翁河畔塞勒。

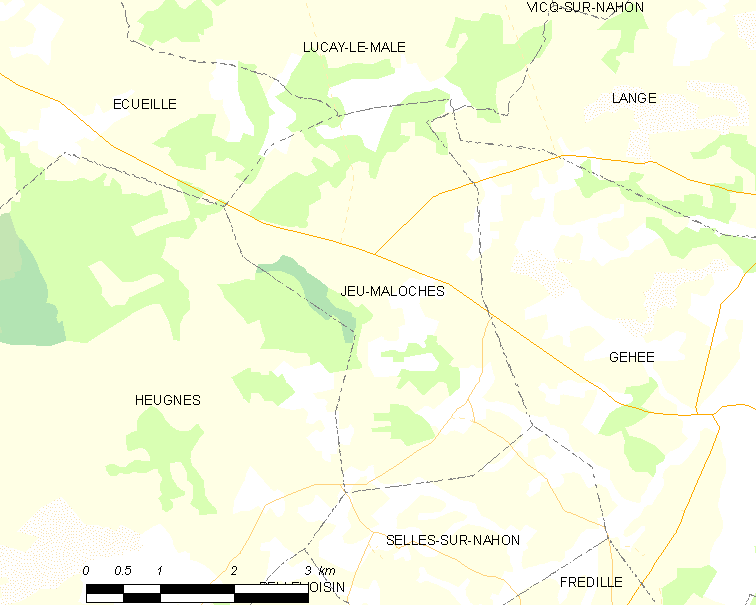
热马洛什的OSM定位图

热马洛什的时区为UTC+01:00、UTC+02:00（夏令时）。

## 行政
热马洛什的邮政编码为36240，INSEE市镇编码为36090。

## 政治
热马洛什所属的省级选区为瓦朗赛县。

## 人口

1962-2008年间热马洛什人口变化图示

热马洛什于2022年1月1日时的人口数量为119人。